# Plecotus balensis
Oreillard d'Éthiopie
Espèce
Statut de conservation UICN

 DD  : Données insuffisantes
L'Oreillard d'Éthiopie (Plecotus balensis) est une espèce de chauves-souris de la famille des Vespertilionidae.

## Répartition
Cette espèce est endémique d'Éthiopie, où il n'est trouvé que dans quelques massifs montagneux.